# Dispersia undelor electromagnetice

Fenomenul de dispersie la o prismă

Sub termenul de dispersie a undelor electromagnetice se înțelege în fizică o proprietate a acestora care depinde de lungimea de undă notată cu λ (litera greacă lambda). Se manifestă prin devierea direcției de propagare (frângere, refracție) la suprafața care desparte 2 medii diferite de propagare.
Indicele de refracție „n” depinde de lungimea de undă λ, fenomen care este exploatat mai ales în optică. La substanțele transparente această dispersie este în general „normală”, ca de exemplu la sticlă, unde refracția luminii roșii este mai slabă decât de exemplu cea a luminii albastre (care are o lungime de undă mai mică). Acest efect este explicat prin fenomenul de absorbție a luminii. Dacă însă indicele de refracție crește prin creșterea lungimii de undă, atunci este vorba de o „deviere pozitivă”, numită și o „deviere anomală”.